# Bailey County
Bailey County är ett administrativt område i delstaten Texas, USA, med 7 165 invånare (2010). Den administrativa huvudorten (county seat) är Muleshoe. 

## Geografi
Enligt United States Census Bureau så har countyt en total area på 2 143 km². 2 141 km² av den arean är land och 2 km² är vatten. 

### Angränsande countyn
- Parmer County - nord
- Lamb County - öst
- Cochran County - syd
- Roosevelt County, New Mexico - väst
- Curry County, New Mexico - nordväst